# اوتخوکاکا
اوتخوکاکا (به اسپانیایی: Utkhuqaqa) یک کوه در پرو است که در پرو واقع شده‌است. اوتخوکاکا ۵٬۰۴۹ متر بالاتر از سطح دریا واقع شده‌است.